# Institut de recherche architecturale Paektusan
L’Institut de recherche architecturale Paektusan (aussi appelé Institut Paektusan, abrégé en IRAP) est une école d'architecture à Pyongyang, en Corée du Nord.

## Historique
Fondé le 22 juillet 1982 à Pyongyang, l'institut de recherches et de création architecturale Paektusan est le principal centre d'études dans le domaine de l'architecture en Corée du Nord.
Le site de l'IRAP abrite trois laboratoires de recherche. Les membres de l'institut ont mis au point un absorbant polyvalent de gaz primé lors du 22e Salon international des inventions et des techniques nouvelles à Genève. 
Les équipes d'architectes et d'ingénieurs de l'IRAP ont construit plusieurs des bâtiments modernes de Pyongyang, dont l'hôtel international Yanggakdo, le monument à la fondation du Parti du travail de Corée et le Centre de recherche informatique de Corée. Ils ont aussi construit des monuments dans d'autres pays comme l'Angola, la Chine, l'Égypte, l'Ouganda ou la Namibie.

### Nom
L'institut a changé de nom le 20 septembre 1989 pour prendre celui qui porte encore actuellement Institut de recherche architecturale Paektusan.
L'institut porte le nom du mont Paektu (en coréen : Paektu san), point culminant de la péninsule coréenne.